# 高塔正翁
高塔 正翁（たかとう まさおき、1914年8月1日 ‐ 没年不明）は、日本の男性俳優、声優。別芸名は高塔 正康（たかとう まさやす）。姪孫は、音響監督、声優の影山みこと。

## 略歴
ピエルブリアント・エノケン一座、浅草オペラ館、浅草ムーランルージュ、浅草フランス座、りんどうプロ、劇団太陽プロを経て、フリー。

## 人物
声種はバスバリトン。
宣弘社の初期製作作品の常連俳優であった。
海外ドラマ『連邦保安官』でジョン・ラッセルの吹き替えを担当して以降は、主に声優として活動していた。
趣味はペインティング。

## 後任
高塔の没後に持ち役を引き継いだ人物は以下の通り。
- 藤本譲（『スパイ大作戦 第四帝国を阻止せよ』（HDリマスター版追加録音分）：ヴォン・クラム将軍役）
- 糸博（『スパイ大作戦 黒の壊滅命令』（HDリマスター版追加録音分）：フランク・ウェイン役）
- 大木民夫（『宇宙大作戦 クリンゴン帝国の侵略』（デジタルリマスター版追加録音部分）：エイルボーン役）

## 出演作品

### テレビドラマ
- 月光仮面（1958年、TBS）
  - 第2部 サタンの爪 - 浅香
  - 第3部 マンモス・コング - 首領エックス[6]
  - 第4部 幽霊党の逆襲 - 竹林賢法[6]
  - 第5部 その復讐に手を出すな - 白上博士
- タケダアワー 豹の眼（1959年、TBS） - 張爺[6]
- 僕らのチャンピオン 第19回 - 第25回「三船十段」（1959年 / フジテレビ）
- 新説水戸黄門（1960年 / フジテレビ）
- 東芝土曜劇場 赤いすずらん（1960年 / フジテレビ）
- 現代偉人伝 三船久蔵（1960年 / NET）
- 特別機動捜査隊 第18話「影の牙」（1962年 / NET）
- 名作推理劇場 黒いデート（1962年 / NET）
- JNR公安36号 第15話「偽造切符」（1962年 / NET）
- 新・隠密剣士（1965年 / TBS） - 龍造寺丹波[7]
- マグマ大使 第45話 - 第48話（1967年、フジテレビ） - 原田五助

### 映画
- 100発100中 黄金の眼（1968年 / 東宝） - ストンフェラー

### テレビアニメ
- 8マン（1963年） - デーモン博士[6]
- 鉄腕アトム（1963年） - ジュエル族の声、天馬博士、金属人間B
- ジャングル大帝（1965年） - マロジ
- 戦え!オスパー（1965年） - ライン博士
- おそ松くん（1966年）
- 黄金バット（1967年） - 暗闇バット
- スカイヤーズ5（1967年） - ゴースト
- パーマン（1967年）
- 怪物くん（1968年） - 怪物大王
- サスケ（1968年） - 百鬼示現斎
- 佐武と市捕物控（1968年） - 沢島外記
- 忍風カムイ外伝（1969年） - 黒雲斎
- アニメンタリー 決断（1971年）[8]
- イルカと少年（1975年） - パトリック[9]

### 劇場アニメ
- 鉄腕アトム 宇宙の勇者（1964年）

### ラジオドラマ
- 金田一耕助探偵物語（ニッポン放送） - 金田一耕助
  - 「獄門岩」（1957年）
  - 「悪魔のクリスマス」（1957年）
  - 「花園の黒蝶」（1958年）
  - 「廃屋の鬼」（1958年）
  - 「カルメンの死」（1958年）
  - 「黒百合姫」（1958年）
  - 「黒猫亭事件」（1958年）
  - 「壺を持つ女」（1958年）
  - 「扉の中の女」（1958年）

### 人形劇
- 伊賀の影丸（1963年）

### 吹き替え

#### 映画
- 哀愁（公爵〈C・オーブリー・スミス〉）※テレビ東京版
- 愛すれど心さびしく（コープランド〈パーシー・ロドリゲス〉）※テレビ朝日版
- 印度の放浪児（旅僧〈ポール・ルーカス〉）
- 大いなる西部（ヘンリー・テリル少佐〈チャールズ・ビックフォード〉）※テレビ朝日新録版
- 巨大クモ軍団の襲撃（ウォルター・コルビー〈ウディ・ストロード〉）
- 荒野の墓標（レフティ〈アンドレ・メフート〉）
- 10月のミサイル（ドゴール・フランス大統領）
- スターシップ・インベーション（ラムセス〈クリストファー・リー〉）
- 新・天地創造（ヴィンス・エドワーズ）
- 大海賊（アンドリュー・ジャクソン〈チャールトン・ヘストン〉）
- 大地震（サム・ロイス〈ローン・グリーン〉）※TBS版
- 泥棒貴族（アブダル〈アーノルド・モス〉）
- 贋金つくり（サロ・ウルツィ）
- ハワイの陰謀（ハル・ベイラー）
- 灼熱の怪（ストーン医師〈ピーター・カッシング〉）
- ブーメランのように（顧問弁護士リテール〈シャルル・ヴァネル〉）
- フランケンシュタインの怒り（フランケンシュタイン男爵〈ピーター・カッシング〉）
- 魔獣大陸（ランセン船長〈エリック・ポーター〉）※NETテレビ版
- ミイラ怪人の呪い（スタンリー・プレストン〈ジョン・フィリップス〉）※東京12ch版
- 女猫（ハインツ・ミュラー大尉〈クルト・マイゼル〉）
- 連邦保安官（ダン・トループ〈ジョン・ラッセル〉）
- ローン・レンジャー（ナレーション〈初代〉）
- ロンメル軍団を叩け（エルヴィン・ロンメル元帥〈ヴォルフガング・プライス〉）
- 若草物語（ローリー祖父〈C・オーブリー・スミス〉）※東京12ch版

#### ドラマ
- アウター・リミッツシリーズ
  - ガラスの手を持つ男（ボス・アーチ）
  - 宇宙怪獣メガソイド（メガソイド）
- 奥さまは魔女 ※第39・59・84・85話
- 刑事コロンボ 闘牛士の栄光（エクトール・ランヘル〈ロバート・カリカート〉）
- コンバット! #1（神父〈ヘンリー・ダニエル〉）
- サンセット77「愛と欲」
- スタートレック 宇宙大作戦シリーズ
  - 謎の球体（ベイロック〈テッド・キャシディ〉）
  - クリンゴン帝国の侵略（エイルボーン〈ジョン・アボット〉）
- スパイ大作戦シリーズ
  - シーズン1「刑務所突破大作戦（前編・後編）」（刑務所々長〈オスカー・ベレギ・ジュニア〉）
  - シーズン1「幽霊を呼べ！」（カートの声）
  - シーズン1「第四帝国を阻止せよ」（ヴォン・クラム将軍〈ジーン・ロース〉）
  - シーズン1「セシューム138」（ドクター・コロネン〈エミール・ジェネスト〉）
  - シーズン2「黒の壊滅命令」（フランク・ウェイン〈ポール・スティーブンス〉）　
  - シーズン2「不死鳥を葬れ」（委員長〈チャールズ・H・ラディラック〉）
  - シーズン4「盗まれた化学式」（マチェール〈モーリス・マーサック〉）
  - シーズン7「指令なき作戦計画」（ミッチェル・コナリー〈チャールズ・ドレイク〉）
- 西部の対決（パット・ギャレット〈バリー・サラバン〉）
- 0011ナポレオン・ソロ（ビンス、#8、#10ベナルディ #11大佐、#19、#30クイロン大佐、#37スワン博士、#42ピーコック、#50ジョン、#59モートン船長、#69ストーラ博士、#78（ファブレー〈ウィリアム・マーシャル〉）
- 探偵記者ウィンチェル（ウィンチェル〈ウォルター・ウィンチェル〉）
- チェックメイト（ソーン〈チャールズ・ビックフォード〉）
- 地上最強の美女バイオニック・ジェミー
- 電撃スパイ作戦 #12（サー・フレデリック〈バージル・ディグナム〉）、#17（フォン・スプリッツ元ナチスドイツ空軍中将）
- 逃亡者 #93（エドワード・ローランド〈エドゥアルト・フランツ〉）
- ミステリー・ゾーン（ホートリン〈マーティン・ランドー〉）
- 謎の円盤UFO ムーンベース応答なし（ブレイク〈フィリップ・レイサム〉）
- プリズナーNo.6 将軍（教授〈ピーター・ホーウェル〉）
- プロテクター電光石火 危険なときは塔へ行け（ガーダー〈パトリック・マギー〉）
- ボナンザ（ベン・カートライト〈ローン・グリーン〉）
- マイティジャック（司令官L〈ハロルド・コンウェイ〉）※第11話

#### 海外人形劇
- 海底大戦争 スティングレイ ゆうれい船（エジトラ）
- サンダーバード
  - 大ワニの襲撃（オーチャード博士）
  - サンダーバード6号（ミサイル基地のアナウンス）※劇場公開版
- ジョー90
  - 地獄の生き埋め（ウィリアム・ルーヴァー）
  - 死のテストパイロット（将軍）
  - 海上大爆発（ジョージ・ハリス卿）
  - 愉快なまぼろし作戦（ラルフ・クレイトン）
- スーパーカー ミッチ宇宙を行く（ハーヴェイ博士）※フジテレビ版

### その他コンテンツ
- 戦え!オスパー LPレコード・朝日ソノラマ・テレビ漫画全集・第一集（ライン博士）